# Herb Odolanowa
Herb Odolanowa – jeden z symboli miasta Odolanów w postaci herbu ustanowiony uchwałą nr IV/22/1990 15 lipca 1990 roku.

## Wygląd i symbolika
Herb przedstawia na czerwonej tarczy otwartą bramę murowaną barwy białej, na której w górnej części jest dwustopniowa wieża zakończona trójkątnym dachem barwy błękitnej.